# Championnat de Belgique de football 1912-1913
Navigation
Saison précédente Saison suivante
Le championnat de Belgique de football 1912-1913 est la dix-huitième saison du championnat de première division belge. Son nom officiel est « Division d'Honneur ».
Comme lors de la saison précédente, la lutte pour le titre se résume à un mano à mano entre l'Union et le Daring. Les deux clubs se détachent rapidement et font durer le suspense jusqu'au bout de la saison. Ils terminent à égalité de points et un test-match est donc organisé pour les départager. Celui-ci est remporté par l'Union mais des rumeurs parlent de professionnalisme caché (l'amateurisme marron) dans les rangs de l'équipe, ce qui est interdit par les règlements de la fédération. Le club doit être sanctionné et perdre son titre mais les dirigeants du Daring le refusent, ce qui permet à l'Union de célébrer son septième titre de champion, un nouveau record.
Dans le bas du classement par contre, il n'y a aucun suspense pour l'attribution des deux dernières places. L'Excelsior Bruxelles est beaucoup plus faible et n'engrange que deux points pour autant de partages et vingt défaites. Il est accompagné en Promotion par le FC Liégeois, pourtant champion dominateur au niveau inférieur l'année passée mais qui n'a pas su se réadapter à l'élite.

## Clubs participants
Douze clubs prennent part à la compétition, autant que lors de l'édition précédente. Ceux dont le matricule est mis en gras existent toujours en 2012.
| #  | Nom                                | Mat. | Ville     | Terrain                                          | En D1 depuis (série) | Total en D1 | Saison précédente |
| -- | ---------------------------------- | ---- | --------- | ------------------------------------------------ | -------------------- | ----------- | ----------------- |
| 1  | Antwerp Football Club              | 1    | Anvers    | Broodstraat                                      | 1901-1902 (12e)      | 17e         | 6e                |
| 2  | Beerschot Athletic Club            | 13   | Anvers    | Kiel                                             | 1907-1908 (6e)       | 12e         | 10e               |
| 3  | Cercle Sportif Brugeois            | 12   | Bruges    | croisement Gistelsesteenweg et Torhoutsesteenweg | 1899-1900 (14e)      | 14e         | 5e                |
| 4  | Football Club Brugeois             | 3    | Bruges    | De Klokke                                        | 1898-1899 (15e)      | 16e         | 4e                |
| 5  | Daring Club de Bruxelles           | 2    | Molenbeek | chaussée de Jette, 501                           | 1903-1904 (10e)      | 10e         | 1er               |
| 6  | Excelsior Sports Club de Bruxelles | 20   | Forest    | rue de la Société                                | 1908-1909 (5e)       | 5e          | 8e                |
| 7  | Racing Club de Bruxelles           | 6    | Uccle     | Vivier d'Oie                                     | 1895-1896 (18e)      | 18e         | 3e                |
| 8  | Racing Club de Gand                | 11   | Gand      | Emmanuel Hielstadion                             | 1911-1912 (2e)       | 3e          | 7e                |
| 9  | Football Club Liégeois             | 4    | Cointe    | Plaine du champ des Oiseaux                      | 1912-1913 (1re)      | 16e         | Promotion : 1er   |
| 10 | Standard Club Liégeois             | 16   | Sclessin  | rue de la Centrale                               | 1909-1910 (4e)       | 4e          | 9e                |
| 11 | Union Saint-Gilloise               | 10   | Uccle     | rue de Forest (actuelle rue J. Bens)             | 1901-1902 (12e)      | 12e         | 2e                |
| 12 | Club Sportif Verviétois            | 8    | Verviers  | ?                                                | 1912-1913 (1re)      | 8e          | Promotion : 2e    |

### Localisations
| Antwerp Beerschot RC Gand Bruxelles FC Brugeois CS Brugeois Standard FC Liégeois CS Verviers |

#### Localisation des clubs bruxellois
les 4 cercles bruxellois sont :
(10) Racing CB
Union SG
Daring CB
Excelsior SC

## Déroulement de la saison

### Nouveau coude à coude entre l'Union et le Daring
La lutte pour le titre se limite à un duel à distance entre deux clubs bruxellois, l'Union et le Daring. Durant le premier tour, l'Union perd plusieurs matches importants, en septembre au FC Brugeois et en décembre chez leurs rivaux du Daring. Ils concèdent également un partage face au Beerschot, qui avait relancé le suspense du championnat quelques semaines plus tôt en infligeant une première défaite au Daring.
Quand les « Unionistes » s'inclinent à nouveau en janvier au Racing Club de Gand, on pense que le Daring s'envole vers un second titre consécutif. Mais les « Daringmen » gaspillent leur avantage et perdent deux rencontres coup sur coup, contre le Racing CB et au FC Brugeois. Les deux clubs se rencontrent lors de la dernière journée du championnat. Le Daring compte deux points d'avance et peut se contenter d'un partage mais l'Union l'emporte 2-1 et force un test-match.

### Test-match décisif et fair-play du Daring
Le match est joué le 27 avril 1913 sur le terrain du Léopold CB. La rencontre est très disputée et se solde par une victoire deux buts à un de l'Union, qui décroche son septième titre de champion de Belgique, un nouveau record. Mais après le match, des rumeurs courent faisant état de professionnalisme caché parmi les joueurs de l'Union, chose interdite par le règlement de l'Union Belge. La fédération décide de sanctionner le club saint-gillois et de lui retirer son titre au bénéfice du Daring. Il n'en sera finalement rien grâce aux dirigeants du Daring qui font officiellement savoir « qu'ils ne pourraient accepter un titre qu'ils n'avaient pas été capables d'obtenir sur le terrain ». Ce geste de fair-play est d'autant plus remarquable quand on connaît la forte rivalité entre les deux clubs, que ce soit au niveau des joueurs, des dirigeants ou des supporters.

### Pas de suspense pour la relégation
En bas de tableau, une équipe se montre beaucoup plus faible que les autres, l'Excelsior SC de Bruxelles. Le club ne marque que deux petits points grâce à deux matches nuls lors des deuxième et troisième journées, respectivement contre le Standard Club Liégeois et le Racing Club de Gand, et s'incline lors des vingt autres rencontres. Il est logiquement bon dernier et relégué en Promotion après cinq saisons consécutives au plus haut niveau. Il n'y reviendra plus jamais.
Plus surprenant, l'autre relégué est le Football Club Liégeois, champion de Promotion la saison précédente qui ne parvient pas à retrouver le rythme de la Division d'Honneur. Avec seulement neuf points, il finit à bonne distance du dixième et premier non-relégable, le Standard. Le premier champion de Belgique effectue donc l'aller-retour vers la Promotion et devra ensuite attendre dix ans avant de regoûter à la plus haute division nationale.

## Résultats

### Résultats des rencontres
Avec douze clubs engagés, 132 matches sont au programme de la saison. 
| Résultats (▼dom., ►ext.)                                   | ANT | BEE | CSB | FCB | DAR | EXC | RAC | USG | RCG | FCL  | STA | VER |
| Antwerp FC                                                 |     | 2-1 | 2-4 | 1-0 | 1-2 | 5-0 | 2-2 | 0-3 | 4-1 | 3-1  | 6-1 | 0-3 |
| Beerschot AC                                               | 1-1 |     | 2-1 | 3-2 | 1-0 | 8-0 | 1-1 | 4-4 | 4-1 | 7-1  | 2-2 | 3-2 |
| CS Brugeois                                                | 7-0 | 1-3 |     | 2-0 | 0-1 | 4-0 | 0-1 | 0-2 | 0-0 | 6-1  | 5-0 | 2-2 |
| FC Brugeois                                                | 6-0 | 0-3 | 2-1 |     | 3-3 | 3-2 | 2-4 | 1-0 | 1-0 | 7-0  | 1-3 | 2-3 |
| Daring CB                                                  | 5-0 | 2-1 | 4-1 | 5-0 |     | 7-0 | 2-0 | 3-0 | 2-1 | 12-0 | 6-0 | 6-1 |
| Excelsior SC                                               | 1-3 | 1-3 | 1-3 | 0-3 | 0-5 |     | 1-6 | 0-3 | 0-2 | 0-2  | 1-1 | 2-4 |
| Racing CB                                                  | 2-2 | 3-0 | 0-2 | 3-1 | 1-1 | 5-0 |     | 1-2 | 2-2 | 6-0  | 9-0 | 3-1 |
| Union Saint-Gilloise                                       | 4-1 | 4-2 | 6-0 | 6-2 | 2-1 | 4-0 | 2-1 |     | 3-0 | 14-0 | 5-0 | 5-0 |
| RC de Gand                                                 | 3-2 | 2-2 | 1-2 | 3-1 | 0-1 | 0-0 | 0-4 | 1-1 |     | 3-0  | 5-1 | 3-2 |
| FC Liégeois                                                | 1-2 | 1-0 | 0-5 | 1-2 | 0-6 | 3-1 | 0-1 | 0-3 | 1-1 |      | 1-3 | 2-1 |
| Standard CL                                                | 4-1 | 0-0 | 0-1 | 2-0 | 0-3 | 4-1 | 0-2 | 0-4 | 2-2 | 1-0  |     | 1-1 |
| CS Verviétois                                              | 5-1 | 1-1 | 1-1 | 1-2 | 0-3 | 6-0 | 2-4 | 2-5 | 1-0 | 4-0  | 6-1 |     |
| - Victoire à domicile - Match nul - Victoire à l'extérieur |     |     |     |     |     |     |     |     |     |      |     |     |

### Classement final
| Rang | Équipe                 | Pts | J  | G  | N | P  | Bp | Bc | Diff |
| ---- | ---------------------- | --- | -- | -- | - | -- | -- | -- | ---- |
| 1    | Daring CB T            | 38  | 22 | 18 | 2 | 2  | 82 | 12 | +70  |
| 2    | Union Saint-Gilloise C | 38  | 22 | 18 | 2 | 2  | 82 | 19 | +63  |
| 3    | Racing CB              | 31  | 22 | 13 | 5 | 4  | 61 | 23 | +38  |
| 4    | Beerschot AC           | 27  | 22 | 10 | 7 | 5  | 52 | 32 | +20  |
| 5    | CS Brugeois            | 25  | 22 | 11 | 3 | 8  | 48 | 29 | +19  |
| 6    | CS Verviétois          | 20  | 22 | 8  | 4 | 10 | 49 | 47 | +2   |
| 7    | FC Brugeois            | 19  | 22 | 9  | 1 | 12 | 41 | 46 | -5   |
| 8    | RC de Gand             | 19  | 22 | 6  | 7 | 9  | 31 | 36 | -5   |
| 9    | Antwerp FC             | 19  | 22 | 8  | 3 | 11 | 39 | 57 | -18  |
| 10   | Standard CL            | 17  | 22 | 6  | 5 | 11 | 26 | 64 | -38  |
| 11   | FC Liégeois            | 9   | 22 | 4  | 1 | 17 | 15 | 88 | -73  |
| 12   | Excelsior SC           | 2   | 22 | 0  | 2 | 20 | 11 | 84 | -73  |

Légende
- Champion de Belgique 1913
- Club participant au test-match pour le titre
- Club relégué pour la saison suivante

Abréviations
T : Tenant du titre 1912

C : Vainqueur de la Coupe de Belgique 1912-1913

 : nouveau venu depuis la saison précédente

### Test-match pour l'attribution du titre
Comme aucun critère pour n'existe à l'époque pour départager deux équipes à égalité de points, un test-match sur terrain neutre est organisé. Celiu-ci est joué sur le terrain du Léopold CB.
| Date                          | Match                              | Résultat |
| ----------------------------- | ---------------------------------- | -------- |
| 27 avril 1913                 | Union Saint-Gilloise – Daring CB T | 2-0      |
| Union Saint-Gilloise champion |                                    |          |

### Meilleur buteur
Sylvain Brébart (Daring CB) avec 31 buts. Il est le sixième joueur belge différent sacré meilleur buteur.

#### Classement des buteurs
Le tableau ci-dessous reprend les quinze meilleurs buteurs du championnat, soit les joueurs ayant inscrit dix buts ou plus durant la saison.
| #   | Pays | Joueur            | Club                     | Buts | Matches joués |
| --- | ---- | ----------------- | ------------------------ | ---- | ------------- |
| 1.  |      | Sylvain Brébart   | Daring Club de Bruxelles | 31   | 22            |
| 2.  |      | Joseph Musch      | Union Saint-Gilloise     | 26   | 22            |
| 3.  |      | Maurice Bunyan    | R. Racing CB             | 24   | 19            |
| 4.  |      | Albert Carion     | Union Saint-Gilloise     | 19   | 19            |
| 5.  |      | Alfred Wright     | Daring CB                | 18   | 22            |
| 6.  |      | Robert De Veen    | FC Brugeois              | 17   | 19            |
| =.  |      | Herbert Levasseur | R. Racing CB             | 17   | 19            |
| 8.  |      | Harry Routley     | R. RC de Gand            | 14   | 20            |
| =.  |      | Louis Saeys       | CS Brugeois              | 14   | 22            |
| 10. |      | Richard Evans     | CS Verviétois            | 13   | 22            |
| 11. |      | Mathieu Bragard   | CS Verviétois            | 12   | 16            |
| 12. |      | François Wynants  | Antwerp FC               | 11   | 20            |
| =.  |      | Joseph Thys       | Union Saint-Gilloise     | 11   | 22            |
| 14. |      | Frans Lowyck      | CS Brugeois              | 10   | 12            |
| =.  |      | Reuben Pope       | Beerschot AC             | 10   | 21            |

## Récapitulatif de la saison
- Champion : Union Saint-Gilloise (7e titre)
- Première équipe à remporter sept titres de champion
- Quatorzième titre pour la province de Brabant

| Région flamande (5)             | Région flamande (5) | Province de Brabant (4)      | Province de Brabant (4) | Région wallonne (3)    | Région wallonne (3) |
| ------------------------------- | ------------------- | ---------------------------- | ----------------------- | ---------------------- | ------------------- |
| Province d'Anvers               | 2                   | Région de Bruxelles-Capitale | 4                       | Province de Hainaut    | 0                   |
| Province de Flandre-Occidentale | 2                   | Province du Brabant flamand  | 0                       | Province de Liège      | 3                   |
| Province de Flandre-Orientale   | 1                   | Province du Brabant wallon   | 0                       | Province de Luxembourg | 0                   |
| Province de Limbourg            | 0                   |                              |                         | Province de Namur      | 0                   |

1. ↑  Au niveau footballistique, la province de Brabant est toujours unitaire malgré sa partition territoriale en 1995.

### Admission et relégation
L'Excelsior SC de Bruxelles et le FC Liégeois subissent de lourdes défaites et sont rapidement largués aux deux dernières places. Ils sont relégués en Promotion en fin de saison. Pour l'« Excel » c'est une descente définitive, le club ne reviendra plus jamais au plus haut niveau. Le FC Liégeois effectue lui l'aller-retour après son titre de champion décroché douze mois plus tôt. Il devra attendre dix ans, dont cinq sans compétition pour cause de Première Guerre mondiale, avant de revenir parmi l'élite.
Ils sont remplacés la saison suivante par l'AA La Gantoise, un des clubs fondateurs de l'Union Belge, champion de Promotion. Il monte pour la première fois en Division d'Honneur. Le second montant est le Léopold CB, relégué en 1912, qui effectue ainsi son retour un an après sa relégation.

### Bilan de la saison
| Championnat de Belgique de football 1912-1913 |                                 |
| Champion                                      | Union Saint-Gilloise (7e titre) |
| Dauphin                                       | Daring CB                       |
| Coupes et trophées                            |                                 |
| Vainqueur de la Coupe de Belgique 1912-1913   | Union Saint-Gilloise            |
| Promotions et relégations                     |                                 |
| Promus en Division d'Honneur                  | AA La Gantoise                  |
| Promus en Division d'Honneur                  | Léopold CB                      |
| Relégués en Promotion                         | FC Liégeois                     |
| Relégués en Promotion                         | Excelsior SC de Bruxelles       |